# Doop (banda)
Doop (também conhecida como Doop's, Doop™, Sidney Berlin's Ragtime Band ou The Doop) foi uma dupla formada por Ferry Ridderhof e Peter Garnefski, dois produtores musicais. 
As faixas mais populares do grupo são: "Doop" e "Ridin'".  Suas músicas são uma fusão de Eurodance e estilos mais antigos como Charleston, além disso, o álbum "Circus Doop" é descrito como Electro swing.
Anteriormente, Ridderhof e Garnefski gravaram sobre vários nomes artísticos como: Mandroid e Sugar 'N' Spice. 

## Origem: 1988-1992
Em 1988, os produtores formaram a dupla Thick Red Spot e apenas um single foi lançado. 
Em 1991, foi usado o pseudônimo Mandroid para gravar o single Hardcore e Techno Oh My God It's Alive, que também incluiu o faixa U.F.O.  A arte da capa foi feita no estilo de histórias em quadrinhos. 
Mais tarde, o grupo Vicious Delicious foi formado para lançar a faixa Hocus Pocus, que seria lançada também pela banda de mesmo nome.
Algumas lançadas sob pseudônimos incluem: "Yesss! (I Will Be Master)", "Dikke Vette Pannekoeke", Beat My Jam e outras.

## Sucesso: 1993-1994
Em 1993, a faixa "Doop" foi lançada pela dupla de mesmo nome, formada pelos produtores.  Essa foi uma das músicas mais conhecidas do grupo e a gravação ficou em segundo lugar na parada de sucesso Dance Club Songs da Billboard em 1994. 
As letras da música consistem na palavra "Doop" sendo repetida e acompanhada de um ritmo rápido de Big band. 
Um dos membros da dupla, Garnefski, disse que gostou do som da palavra quando Ridderhof estava cantando "Doop-be-doop".
Também foi dito que a gravação tinha semelhanças entre o gênero musical House dos anos 90 e o Jazz dos anos 20. 
Vários remixes da faixa foram feitos como: Jean Lejeux Et Son Orchestre e uma versão de 2006 com a colaboração do grupo Looney Tunez.
O vídeo-clipe foi incluído no DVD Club Dance.
Doop também participou do programa Top Of The Pops em 1994.

## Circus Doop e Ridin': 1995-1996
No início de 1995, foi lançada uma pré-estréia do álbum "Circus Doop", com faixas como: "Yoghurt" e "Groetjes Uit Kijkduin". 
No mesmo ano, foi lançado CD, que conteve um remix da faixa "Huckleberry Jam".
Um Videocassete também foi lançado com um remix da gravação "Doop", chamada Capricorn Remix. 
Ridin' foi distribuída como um single em 1996.  A música é uma paródia do Easy Listening dos anos 70 e o vídeo-clipe apresentou um personagem que também pode ser encontrado na capa do CD.

## Gravações recentes: 2011-2015
Em 2011, foi lançado o EP "The Doop Eepee", para comemorar o sucesso "Doop". 
Foram contidas novas faixas como: My Chihuahua, Sunshine e She's A Winner.
"Doop" foi renomeado para "Dooper Than Doop".
Os últimos lançamentos da banda foram os arquivos MP3: "My Chihuahua" e "Tequila". 